# Ein feste Burg ist unser Gott

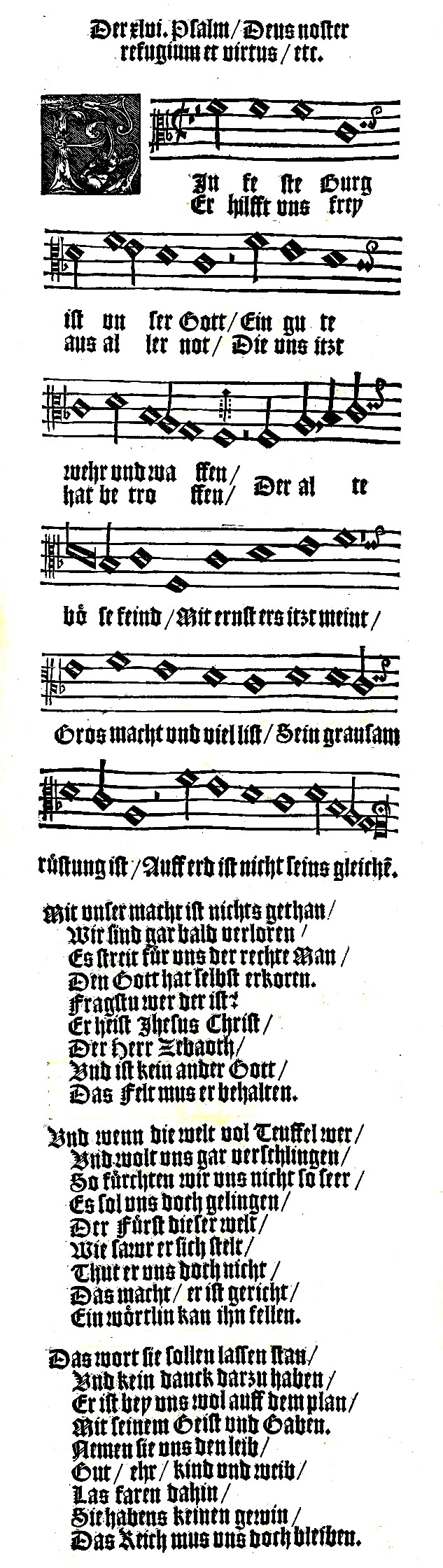
Ein feste Burg in Johann Spangenbergs Gesangbuch, Magdeburg 1545

Ein feste Burg ist unser Gott ist ein Kirchenlied, dessen Text von Martin Luther wohl vor 1529 geschrieben wurde. Die Melodie galt lange ebenfalls als sein Werk, entstand aber unter zumindest Mitarbeit von Johann Walter. Das Lied ist für den Protestantismus von großer Symbolkraft.

## Entstehungsgeschichte
Der Text ist angelehnt an den Psalm 46, „Gott ist unsre Zuversicht und Stärke“. Die Frage, ob Luther auch die Melodie tatsächlich komponiert hat, spaltete im 19. Jahrhundert die Musikwissenschaftler. Nach Michael Fischer ist Luther (nur) „vermutlich […] auch Urheber der Melodie“; nach evangelisch.de ist es „umstritten“, „ob die Melodie von Luther komponiert wurde“. Nach Christa Maria Richter kann man „davon ausgehen, dass die Melodie […] ein Gemeinschaftswerk Luthers und Walters gewesen ist, wenn sie nicht sogar überwiegend von Walter stammt“.
Die älteste überlieferte Quelle stellt die Augsburger Form und Ordnung geistlicher Gesang und Psalmen von 1529 dar. Gedruckt wurde das Lied auch im Erfurter Gesangbuch von Andreas Rauscher (1531). Da das Lied in der Ausgabe des Klug’schen Gesangbuchs von 1533 enthalten ist, wird vermutet, dass es auch in der verlorengegangenen Erstausgabe dieses Gesangbuchs von 1529 veröffentlicht wurde, möglicherweise auch schon 1528 im ebenfalls verlorengegangenen Gesangbuch von Hans Weiss. Über den genauen Zeitpunkt und Anlass der Entstehung gehen die Angaben auseinander. Die Spanne reicht dabei von 1521 bis 1530. Nach einer Auffassung entstand das Lied bereits 1527, möglicherweise unter dem Eindruck der nahenden Pest. Nach anderer Meinung wurde das Lied von Luther möglicherweise ursprünglich als Kampflied gegen die osmanischen Invasoren verfasst. Wieder andere meinen, dass sich das Lied gegen die Altgläubigen richte, die sich der Reformation und – aus Sicht Luthers und seiner Anhänger – dem Wort Gottes verweigerten, und weisen darauf hin, dass 1529 die „Protestanten“ auf dem Reichstag zu Speyer eine eigene Religionspartei geworden seien.

## Musikalische Fortentwicklung

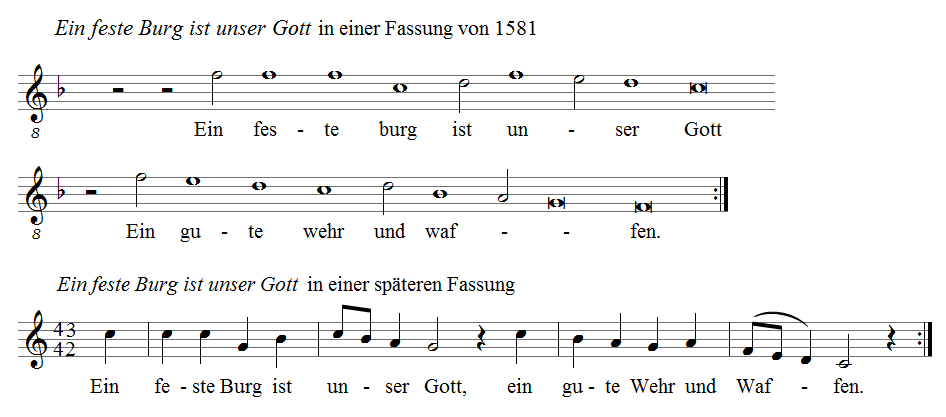
Ursprüngliche und spätere Fassung des Melodieanfangs

Bis zum 18. Jahrhundert wurde der lebendige Rhythmus der früheren Fassungen aus dem 16. Jahrhundert zunehmend geglättet (siehe Notenbeispiel). Die Melodie ist dadurch ruhiger und eingängiger geworden.
Chorsätze des Liedes schufen u. a.:
- Stephan Mahu (vor 1544)[12]
- Johann Walter (1544)
- Martin Agricola (1544)[13]
- Johannes Eccard
- Hans Leo Haßler[14]
- Johann Hermann Schein[15]
- Melchior Franck (4stg. 1602,[16] 5stg. 1631[17])
- Johann Philipp Krieger (1688)[18]

Auch gibt es eine Reihe von Orgelwerken über das Lied:
- Michael Praetorius: Fantasie über „Ein feste Burg ist unser Gott“
- Dieterich Buxtehude: Choralbearbeitung BuxWV 184
- Johann Sebastian Bach: Choralbearbeitung BWV 720
- Charles Valentin Alkan: Impromptu op. 69 über „Ein feste Burg ist unser Gott“ für Pedalflügel oder Orgel
- Wilhelm Rudnick: Reformation. Fantasie über Luthers Choral „Ein feste Burg ist unser Gott“ op. 33a
- Max Reger: Choralfantasie über „Ein feste Burg ist unser Gott“ op. 27 (1898)
- Max Reger. Choralvorspiele „Ein feste Burg ist unser Gott“ op. 67 Nr. 6 und op. 79b Nr. 2
- Max Reger: Choralvorspiel „Ein feste Burg ist unser Gott“ op. 135 a, Nr. 5.
- Sigfrid Karg-Elert: Phantasie „Ein feste Burg ist unser Gott“ op. 65 Nr. 47 (1909)
- Wilhelm Middelschulte: Toccata über „Ein feste Burg ist unser Gott“ (1907)
- Walter Schindler: Kleine Toccata über „Ein feste Burg ist unser Gott“ (1949)
- Jean Langlais: „Ein feste Burg ist unser Gott“ (Nr. 4 aus dem Livre oecoménique von 1968)
- Zoltán Gárdonyi: Präludium „Ein feste Burg“ (1985)
- Denis Bédard: Fantaisie sur « Ein’ Feste Burg ist unser Gott » (2001)[19]
- Johannes Matthias Michel: Fantasie über „Ein feste Burg ist unser Gott“ (2012)
- Zsolt Gárdonyi: Toccata „Ein feste Burg“ (2017)

Ferner wird das Lied auch in verschiedenen größeren musikalischen Werken zitiert:
- Michael Altenburg: (als Teil des Gaudium Christianum, 1617) Das Lutherische Schloß oder Feste Burgk a 19
- Johann Sebastian Bach: Choralkantate Ein feste Burg ist unser Gott, BWV 80
- Georg Friedrich Händel: An Occasional Oratorio (HWV 62) in der Arie To God, our strength
- Gottfried Heinrich Stölzel: Te Deum (ca. 1720)
- Felix Mendelssohn Bartholdy: 5. Sinfonie „Reformations-Sinfonie“, letzter Satz
- Richard Wagner: Kaisermarsch (WWV 104)
- Otto Nicolai: Kirchliche Festouvertüre, große Orchesterfuge
- Giacomo Meyerbeer: Die Hugenotten (Oper), als Kampflied ein häufig wiederkehrendes Motiv
- Jacques Offenbach: Ba-ta-clan (Operette, 1855), Variation im Finale mit dem Text „Hosanna, Tod … ich liebe dich“
- Ludwig Meinardus: Luther in Worms, Oratorium (1872), op. 36
- Richard Strauss: Friedenstag
- Max Reger: Der 100. Psalm op. 106, Luthers Melodie wird in der Schlusssteigerung der abschließenden (Doppel-)Fuge als cantus firmus von Blechbläsern gespielt.
- Alexander Glasunow: Finnische Fantasie C-Dur op. 88 (1909); der Choral bildet das Hauptmotiv der zweiten Hälfte des Werkes und soll wohl die Zugehörigkeit Finnlands zum orthodoxen Russland demonstrieren. Finnische Skizzen E-Dur op. 89 (1912); hier wird der Choral im Finale des 2. Satzes („Festzug“) zitiert.
- Julius Eastman: Gay Guerrilla (1979). Hier kämpft sich die Choralmelodie am „dramaturgischen Höhepunkt“ des Stücks durch eine dissonante Wall of Sound.[20]
- Martin Zeller: Reformationskantate (2017), letzter Satz[21]

## Wirkungsgeschichte

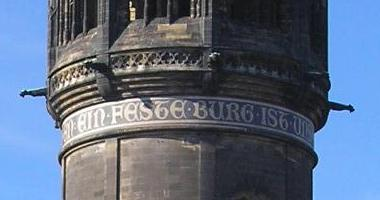
„Ein feste Burg ist unser Gott“ am Turm der Schlosskirche Wittenberg (1890)

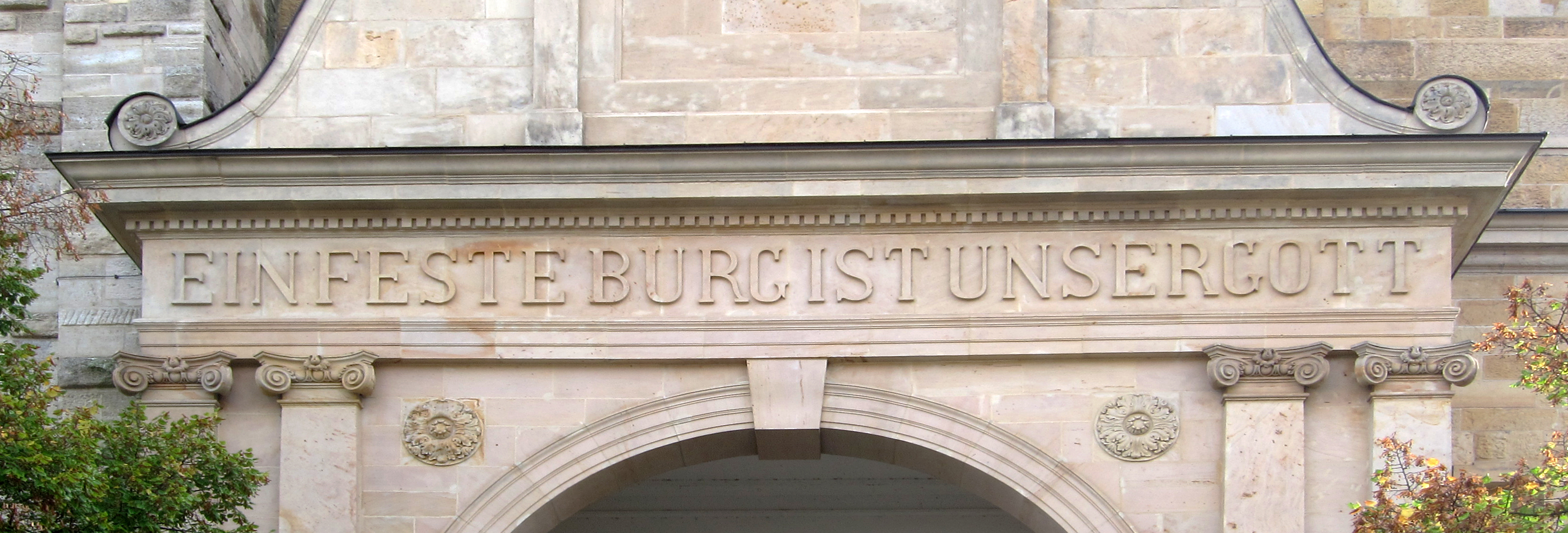
Portalinschrift an der Georgenkirche in Eisenach

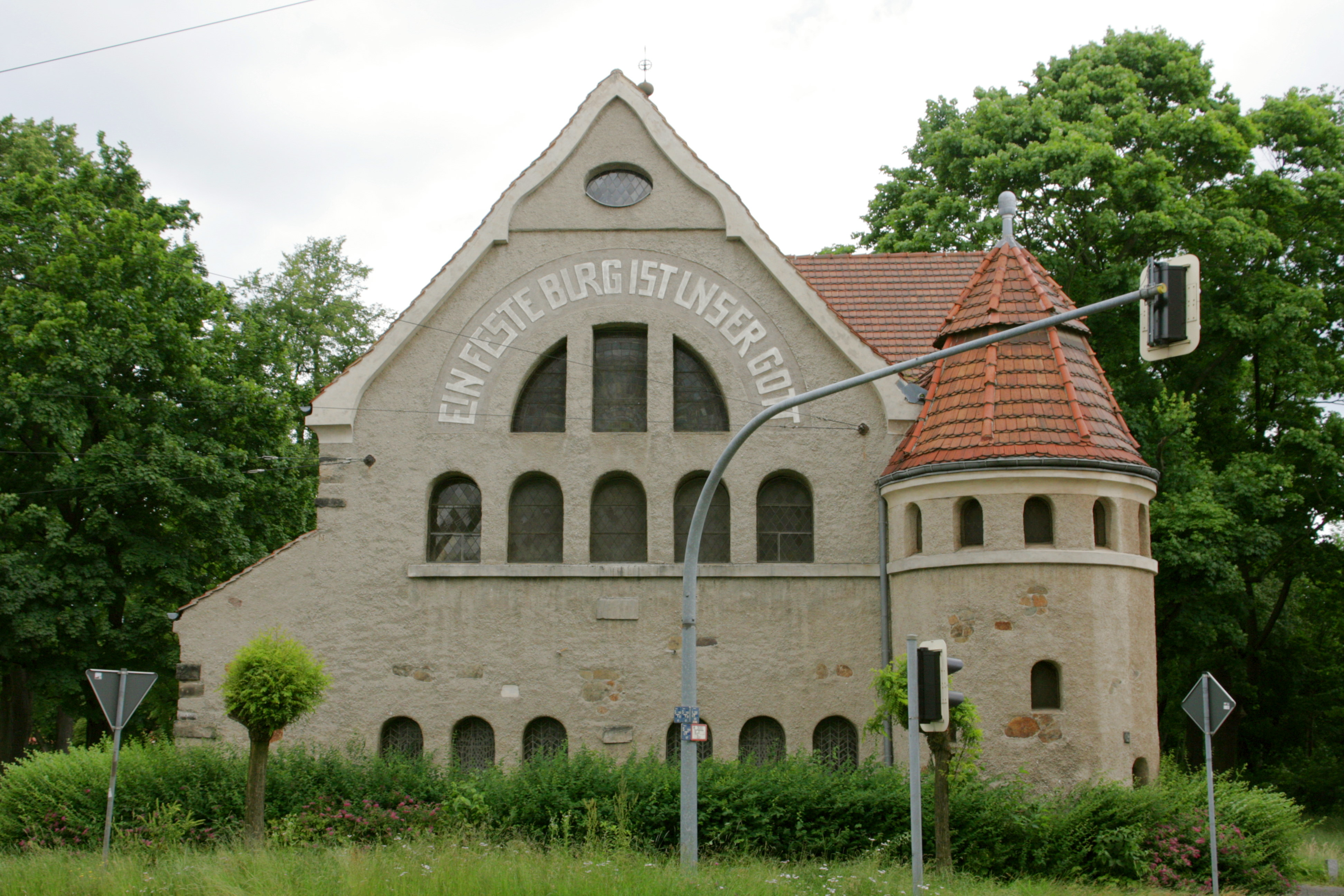
Inschrift an der altlutherischen Heilig-Geist-Kirche in Görlitz

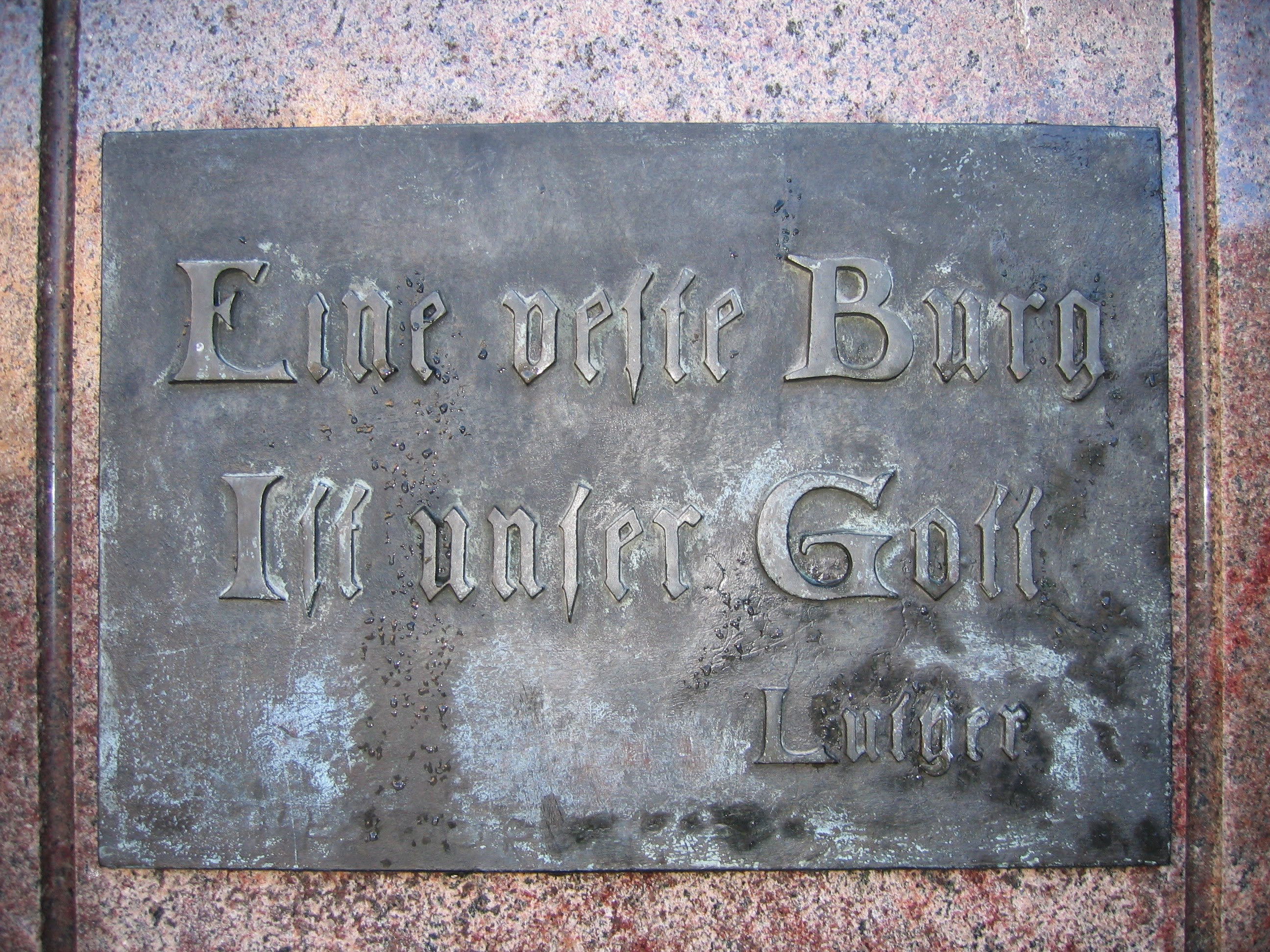
Sockelinschrift Lutherdenkmal (Lutherstadt Wittenberg)

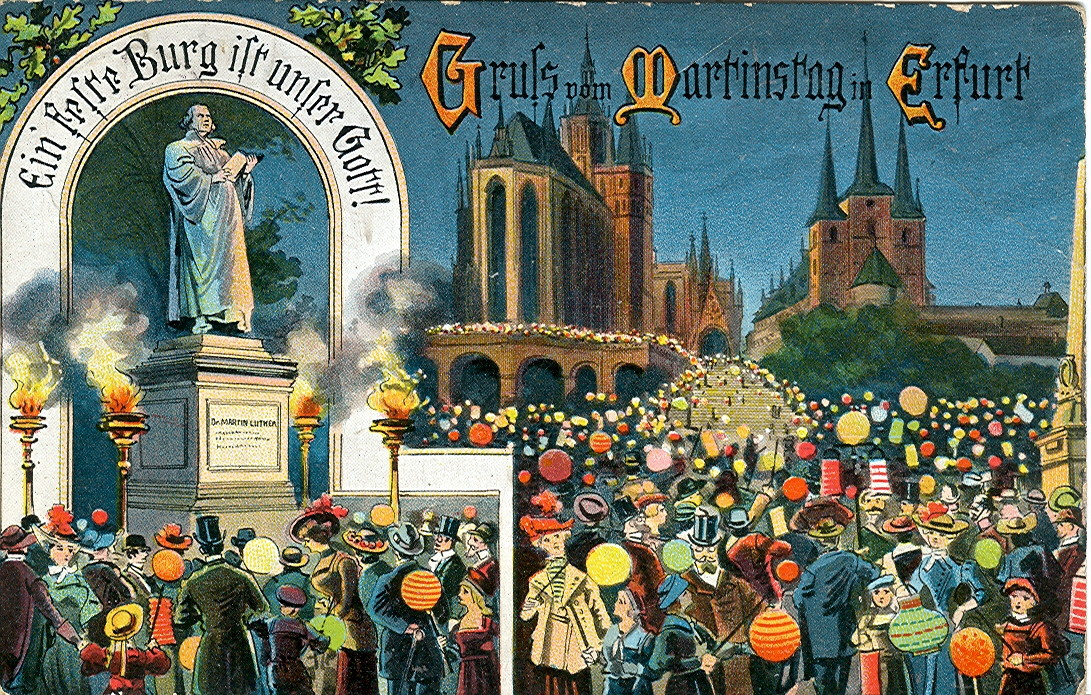
Postkarte: Martinstag Erfurt 1913

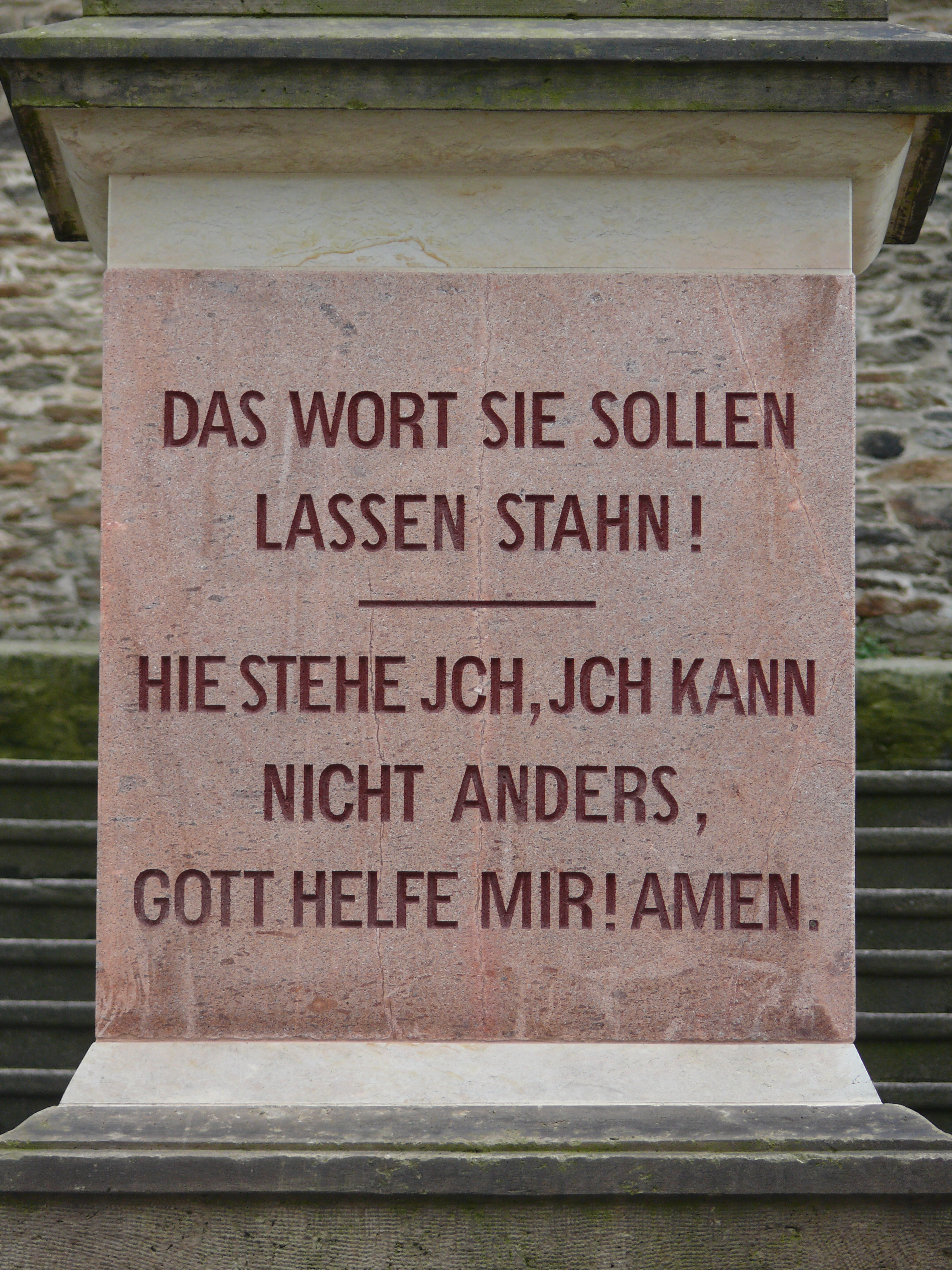
Denkmal in Annaberg-Buchholz mit dem Beginn der vierten Strophe

Das Lied wurde im 19. Jahrhundert für den Protestantismus von großer Symbolkraft; Heinrich Heine bezeichnete es als „Marseiller Hymne der Reformation“, Friedrich Engels als „Marseillaise der Bauernkriege“.
Vor allem im 19. und 20. Jahrhundert wurde das Lied in Zeiten äußerer Bedrängnis oder zum Bekenntnis des eigenen Glaubens von Protestanten gesungen. So berichtet Michael Hirschfeld davon, dass evangelische Vertriebene in den 1940er Jahren gezielt Luthers Lied gesungen hätten, als sie erstmals in einer katholischen Kirche des Oldenburger Münsterlandes, in das sie von den Behörden zugewiesen worden waren, einen Gottesdienst hätten feiern dürfen.
Die typische lydische Quartwendung in der Melodie, versteckt im Mittelteil auf die Worte „Der alt böse Feind, mit Ernst er’s jetzt meint“, ist als Kopfmelodie zu Brüder, zur Sonne, zur Freiheit verwendet worden.
Darüber hinaus erfuhr Ein feste Burg ist unser Gott beginnend mit den Befreiungskriegen Anfang des 19. Jahrhunderts eine nationale Aufladung als Kampflied über den engeren religiösen Sinn hinaus. Davon zeugen die Einbindung in national-deutsch ausgerichtete Feiern wie das Wartburgfest 1817 oder die Einweihung des Lutherdenkmals in Worms 1868. Einen Höhepunkt erreichte die national-militaristische Instrumentalisierung während des Ersten Weltkriegs, als insbesondere die Zeilen „Ein feste Burg ist unser Gott“ sowie „Und wenn die Welt voll Teufel wär“ weite Verbreitung fanden (beispielsweise auf Kriegsansichtskarten). In diesem Kontext stand das Lied für das Selbstbild des von allen Seiten bedrohten Deutschland, das im Vertrauen auf Gott jedoch über alle Gegner dieser Welt triumphieren würde. In der erneuerten Dauerausstellung des Lutherhauses Eisenach wird die wechselvolle Geschichte von Ein feste Burg ist unser Gott seit dem Jahr 2022 interaktiv dargestellt.
In der heutigen Ordnung des lutherischen Kirchenjahrs ist Ein feste Burg ist unser Gott dem 1. Sonntag der Passionszeit Invokavit als Wochenlied zugeordnet und damit auf Matthäus 4,1–11 , die Versuchung Jesu durch den Teufel, bezogen. Als Tageslied des Reformationstags sind hingegen Nun freut euch, lieben Christen g’mein (EG 341) oder Die ganze Welt hast du uns überlassen (EG 360) vorgesehen.

## Text
Ein feste Burg ist unser Gott,

ein gute Wehr und Waffen.

Er hilft uns frei aus aller Not,

die uns jetzt hat betroffen.

Der alt böse Feind

mit Ernst er’s jetzt meint,

groß Macht und viel List

sein grausam Rüstung ist,

auf Erd ist nicht seinsgleichen.

Mit unsrer Macht ist nichts getan,

wir sind gar bald verloren;

es streit’ für uns der rechte Mann,

den Gott hat selbst erkoren.

Fragst du, wer der ist?

Er heißt Jesus Christ,

der Herr Zebaoth,

und ist kein andrer Gott,

das Feld muss er behalten.

Und wenn die Welt voll Teufel wär

und wollt uns gar verschlingen,

so fürchten wir uns nicht so sehr,

es soll uns doch gelingen.

Der Fürst dieser Welt,

wie sau’r er sich stellt,

tut er uns doch nicht;

das macht, er ist gericht’:

ein Wörtlein kann ihn fällen.

Das Wort sie sollen lassen stahn

und kein’ Dank dazu haben;

er ist bei uns wohl auf dem Plan

mit seinem Geist und Gaben.

Nehmen sie den Leib,

Gut, Ehr, Kind und Weib:

lass fahren dahin,

sie haben’s kein’ Gewinn,

das Reich muss uns doch bleiben.

## Aufnahme in kirchliche Gesangbücher
Das Luther-Lied findet sich unter anderem in folgenden Gesangbüchern:
- Evangelisches Gesangbuch unter der Nummer 362Orgeleinspielung (Wolfgang Kindl) EG 362 Ein feste Burg ist unser Gott (erste Version)
- Gesangbuch der Evangelisch-reformierten Kirchen der deutschsprachigen Schweiz unter der Nummer 32
- Gesangbuch der Evangelisch-methodistischen Kirche unter der Nummer 336
- Feiern und Loben, Gesangbuch des Bundes Evangelisch-Freikirchlicher Gemeinden und des Bundes Freier evangelischer Gemeinden unter der Nummer 130
- Mennonitisches Gesangbuch unter der Nummer 430
- Adventistisches Gesangbuch unter der Nummer 522
- Deutschsprachiges Gesangbuch der Kirche Jesu Christi der Heiligen der Letzten Tage unter der Nummer 40
- Deutschsprachiges Gesangbuch der Neuapostolischen Kirche unter der Nummer 142

## Übersetzungen
Eine dänische Übersetzung „Vor Gud han er saa fast en borg …“ steht in einem dänischen Gesangbuch von Ludwig Dietz, gedruckt in Rostock 1536, übernommen von Hans Tausen, En Ny Psalmebog 1553 (Text etwas verändert gegenüber Dietz). Seit 1817 mehrfach bearbeitet von Nikolai Frederik Severin Grundtvig, ebenso von Bischof J. P. Mynster 1845 und als „Vor Gud, han er saa fast en Borg …“ bzw. „Vor Gud han er så fast en borg …“ in neueren dänischen Kirchengesangbüchern: Den Danske Salme Bog, Kopenhagen 1993, Nr. 295; Den Danske Salmebog, Kopenhagen 2002, Nr. 336. Ebenso in den Gesangbüchern der Heimvolkshochschulen, z. B. Højskolesangbogen, 18. Ausgabe, Kopenhagen 2006, Nr. 38 (dort mit folgenden Hinweisen: Luther 1528, dänisch 1533 und 1798, bearbeitet von P. Hiort 1840 und J. P. Mynster 1845; Melodie „Joseph Klug 1533“). Vergleiche u. a.: Johannes Møllehave: Danske salmer (Dänische Kirchenlieder), Kopenhagen 2006, Nr. 336. In Grundtvigs Sang-Værk til den danske Kirke-Skole (Liedsammlung für die dänische Sonntagsschule), Kopenhagen 1873, Nr. 122, eine zusätzliche (erste) Fassung „Guds Kirke er vor Klippe-Borg …“ von 1817; in Grundtvigs Kirke-Aaret i Salme-Sang (das Kirchenjahr im Kirchenlied), Kopenhagen 1873, Nr. 368 steht dann seine letzte Fassung „Vor Gud han er saa fast en Borg …“